# إيالة اليمن

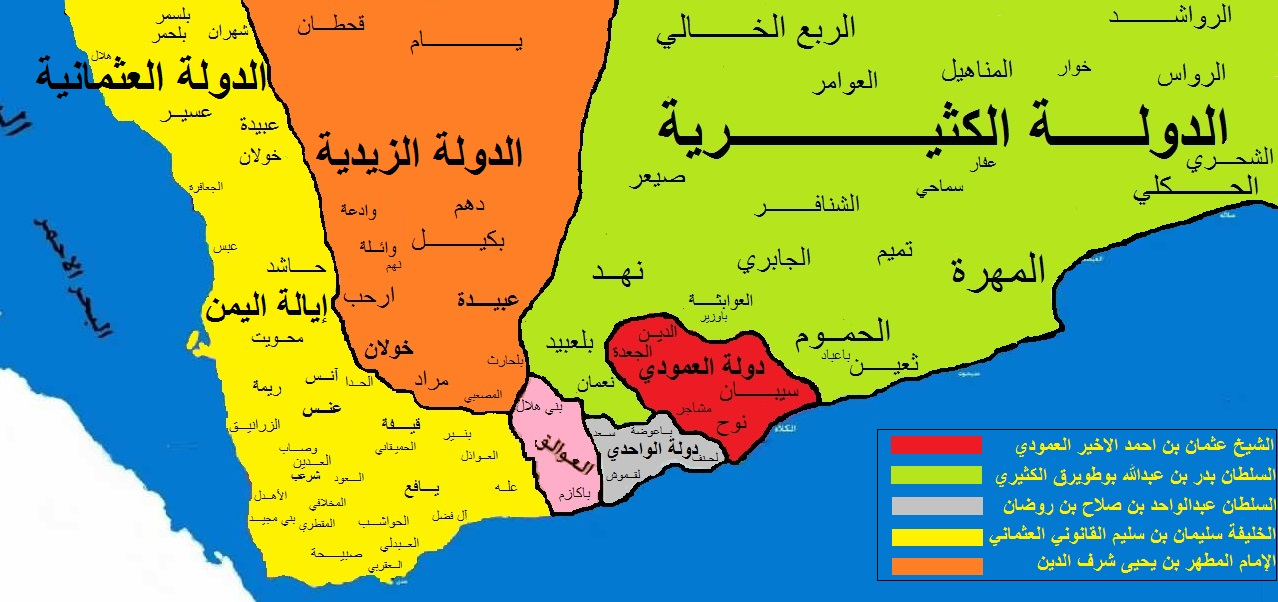
القرن السادس عشر ميلادي فترة السلطان سليمان القانوني والسلطان سليم الأول

إيالة اليمن هي إيالة عثمانية كانت تضم منطقة اليمن ومناطق جنوب غرب السعودية. كانت تحدها إيالة الحجاز من الشمال وخليج عدن من الجنوب والبحر الأحمر من الغرب وحضرموت من الشرق.
وجدت الإيالة مرتين: بعد غزو سليم الأول للسلطنة المملوكية في مصر عام 1517، حصل العثمانيون على الخضوع الاسمي للحامية المملوكية في زبيد، التي سيطر عليها المماليك من الطاهريين عام 1516، وقاموا بسلسلة حملات بحرية في البحر الأحمر والمحيط الهندي لمكافحة توسع الإمبراطورية البرتغالية، ثم بسطوا سيطرتهم على أجزاء من المناطق الداخلية للبلاد بين عامي 1538 و1636، وكانت عاصمتها صنعاء. وقد جابههم الإمام الزيدي المنصور القاسم (1559-1620)، وبحلول 1636، تمكن رجال القبائل من طرد العثمانيين من كافة أنحاء اليمن وقامت الدولة القاسمية. فأنشأ العثمانيون بكلربك في عدن في النصف الثاني من القرن السابع عشر واحتفظوا بسيطرة متذبذبة على مناطق ساحلية معزولة، بينما ظلت المرتفعات عمومًا تحت حكم الأئمة.
في 1849، ومع انهيار الإمامة الزيدية بسبب الخلافات الداخلية ودخول الأسلحة الحديثة بعد حرب القرم، قام العثمانيون بغزو اليمن مرة أخرى، وفي نفس الوقت احتل البريطانيون عدن، وأنشأوا إيالة جديدة في نفس العام والتي أصبحت من خلال الإصلاح الإداري ولاية اليمن عام 1872 وظلت تحت السيادة العثمانية حتى الحرب العالمية الأولى عندما أصبحت دولة مستقلة، باسم المملكة المتوكلية اليمنية.

## خلفية

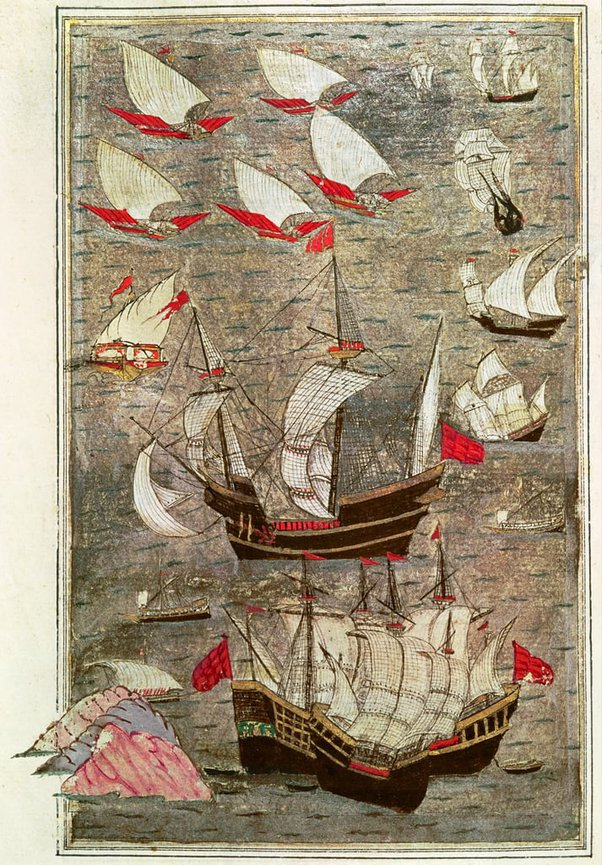
الأسطول العثماني قبالة عدن، القرن السادس عشر.

في الوقت الذي شرعت فيه الممالك المسيحية الغربية في عصر الاستكشاف، كان للعالم الإسلامي بالفعل تقليد طويل من التبادلات العابرة للقارات من المغرب العربي إلى أرخبيل الملايو. لم يكن العثمانيون بحاجة للبحث عن طرق جديدة عبر المحيط الأطلسي للوصول إلى تجارة التوابل في جنوب آسيا. حتى بداية القرن السادس عشر، لم يكن لدى العثمانيين معرفة مباشرة بالمحيط الهندي، الذي يقع خارج أفقهم السياسي؛ تغير هذا المنظور مع غزو سليم الأول، في عام 1517، لسلطنة المماليك في مصر. ومع ذلك، وجد العثمانيون أنفسهم في المحيط الهندي أمام قوة بحرية جديدة: الإمبراطورية الاستعمارية البرتغالية. اكتشف البرتغاليون جزيرة سقطرى والساحل الجنوبي للجزيرة العربية في عام 1503 وسواحل الهند في عام 1505 والخليج العربي في عام 1507. أراد البرتغاليون إنشاء مراكز تجارية دائمة ولكن أيضًا لتدمير شبكة التجارة الإسلامية في جنوب آسيا؛ حيث كانوا يرون أنفسهم «صليبيين في صراع دائم ضد الإسلام». في عام 1509، انتصروا في معركة ديو البحرية في ولاية غوجارات ضد الدولة العثمانية. في عام 1513، حاولوا لأول مرة، ولكن دون جدوى، الاستيلاء على عدن.
هذا في حين لم تستطع الدولة المملوكية من السيطرة على اليمن. على العكس من ذلك، كان من الصعب دائمًا إخضاع اليمن والحفاظ عليه، وذلك بفضل بُعدها عن مصر وثروة منتجاتها وازدهار تجارتها، كما كانت تتحدى سابقًا السلطنة المملوكية تحدت فيما بعد الدولة العثمانية.
في عام 1514، قبل الفتح العثماني بفترة وجيزة، أرسل السلطان المملوكي قانصوه الغوري سفارة للمطالبة باستسلام اليمن ثم أمر بحملة استكشافية للغزو. وصل الأسطول المملوكي بقيادة سلمان ريس إلى كمران وأستولى على أسطول عدن. في عام 1517، استولت قوة استكشافية بقيادة حسين الكردي على زبيد والحديدة. وقتل المماليك الأمير الطاهري.
لم يدم الانتصار المملوكي طويلاً، بعد شهر واحد من إسقاطهم الطاهريين، احتلت الإمبراطورية العثمانية مصر وشنقت طومان باي آخر سلاطين المماليك في القاهرة. تحالف السلطان الطاهري عامر بن داوود مع البرتغاليين فعزم العثمانيون السيطرة على اليمن لكسر الاحتكار البرتغالي لتجارة التوابل. بالإضافة لقلقهم من سقوط اليمن بيد البرتغاليين. وبقيت للطاهريين السيطرة على عدن حتى عام 1539 عندما سقطت بيد العثمانيين لتبدأ معها الفترة العثمانية الأولى.

## الفترة الأولى (1538-1636)

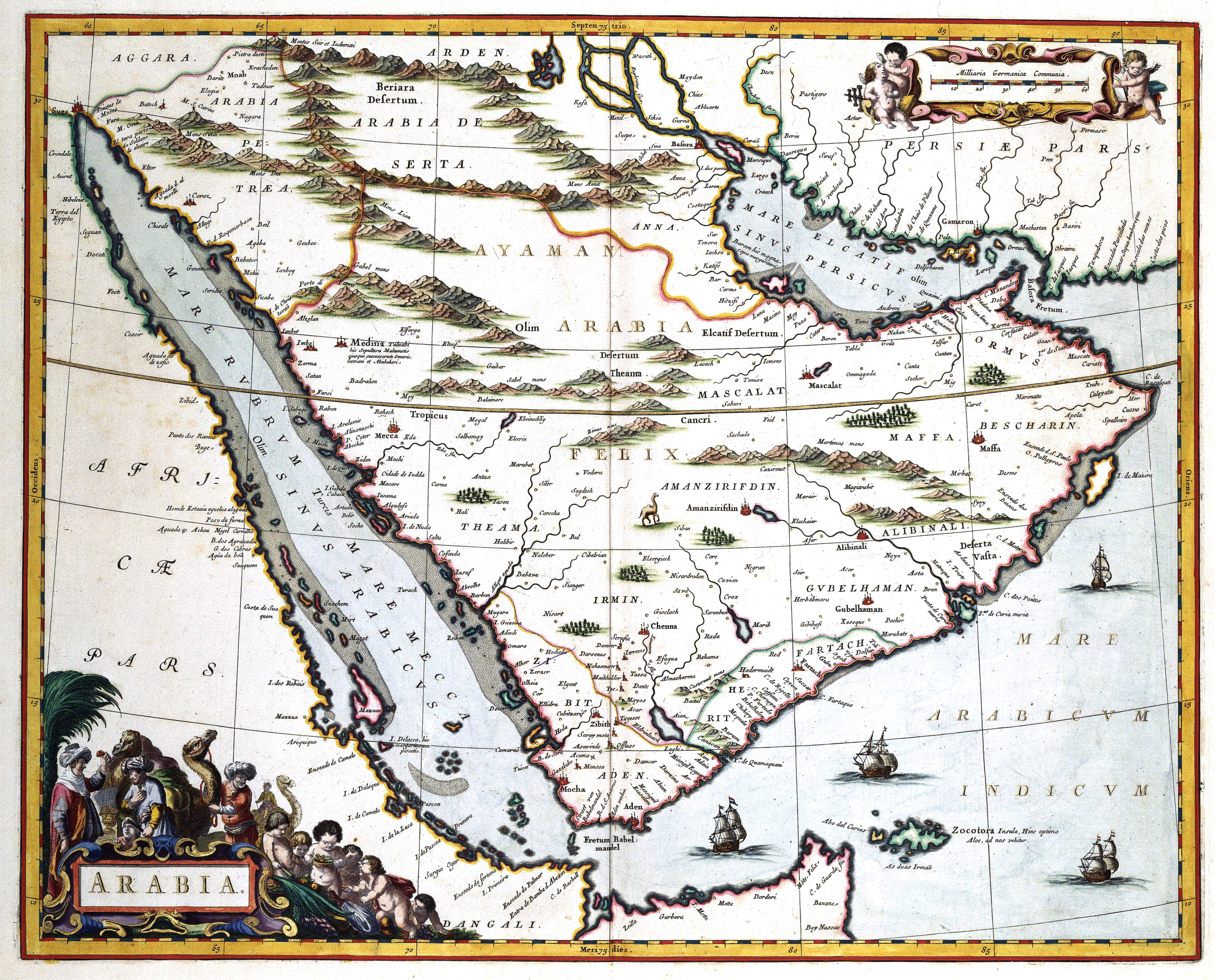
شبه الجزيرة العربية، خريطة رسمها يوهانس بلاو، 1673.

### الغزو
في عام 1538، هبط سليمان باشا الخادم، في ميناء عدن وأعدم أميرها عامر الثالث عدن. جعل احتلال الساحل اليمني وموانئ سواكن في السودان ومصوع في إريتريا وجدة في الحجاز البحر الأحمر «بحيرة عثمانية». أسس سليمان باشا أول تنظيم إداري مع سنجقين، أحدهما في عدن والآخر في تهامة. تدخل خلفاؤه في الخلافات حول خلافة الأئمة الزيديين واستغلوا ذلك للاستيلاء على تعز وصنعاء. في عام 1546، استولى أويس باشا على تعز وظفار لكنه اغتيل بعد فترة وجيزة. في عام 1547 احتل القائد البرتغالي بايو دي نورونها عدن لفترة وجيزة. بين عامي 1547 و1553، أكمل أوزدمير باشا، غزو المناطق الداخلية، وفي عام 1549، نقل مقر سنجق زبيد إلى صنعاء.
غطت الإيالة العثمانية، في أكبر امتداد لها، اليمن الحالي تقريبًا باستثناء المناطق الشرقية (حضرموت).
كان من الصعب إخضاع المناطق الداخلية للبلاد فبالإضافة إلى بُعد الإيالة عن حاضرة العثمانيين والتضاريس الجبلية، ينتمي سكان المرتفعات بشكل أساسي إلى الزيدية، الذين لا يعترفون بسلطة السلطان العثماني. نتيجة لذلك قامت سلسلة من الثورات ضد العثمانيين. اندلعت أولى الثورات في عام 1566، بقيادة الإمام المطهر بن يحيى شرف الدين، وتم قمعها عام 1572 من قبل سنان باشا على رأس قوة قوامها 10,000 رجل.
وجّه سنان باشا، الذي أصبح الصدر الأعظم في تسعينيات القرن التاسع عشر، المؤرخ رمزي مصطفى بكتابة وصف لهذه الحملة، «تاريخ فتح اليمن»، في 669 صحيفة و89 منمنمة، مما يجعلها واحدة من أغنى المخطوطات المزخرفة في هذه الفترة.

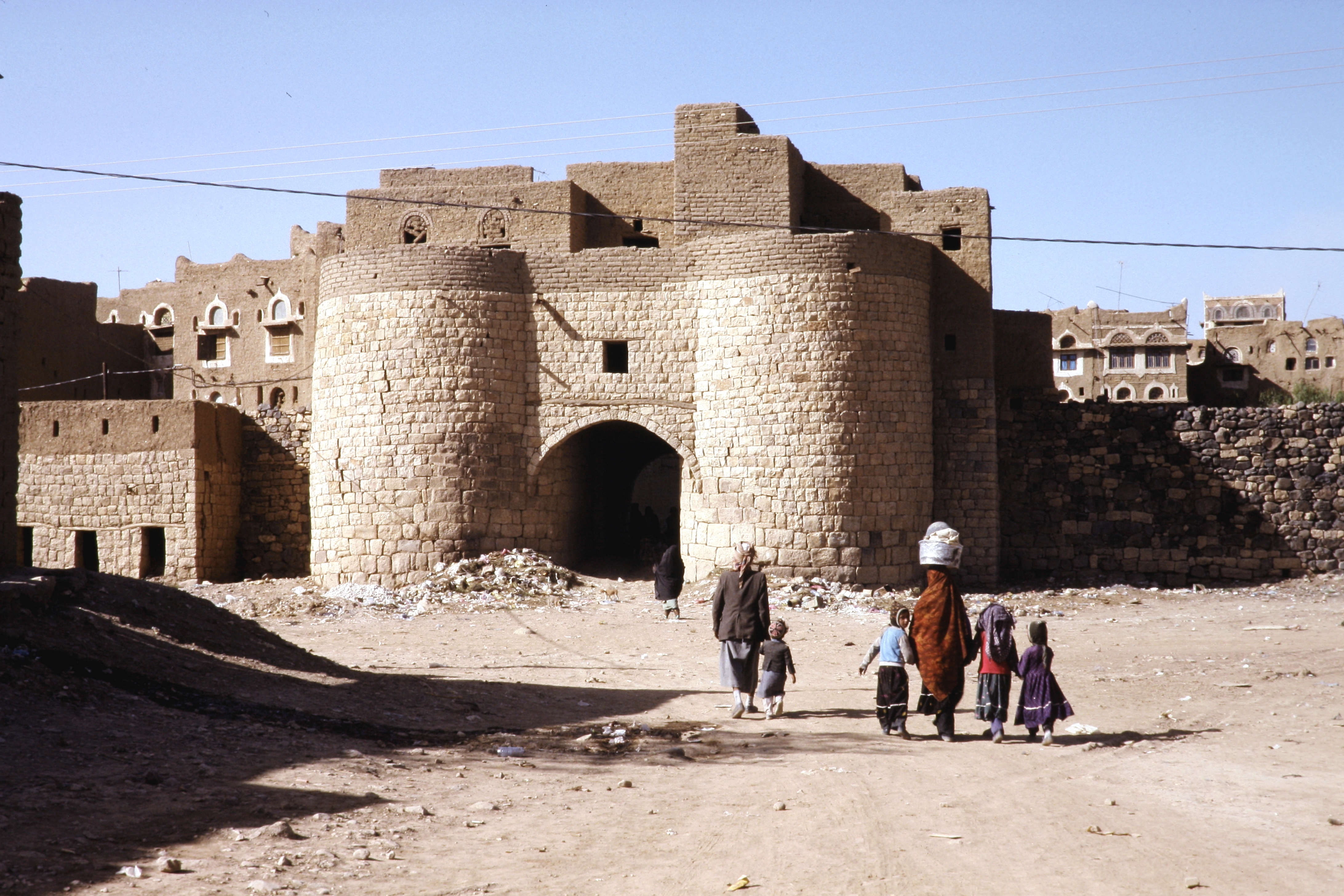
بوابة قلعة عمران عام 1992.

### التوسع
تم تعيين حسن باشا حاكماً عام 1580، واستكمل غزو شمال البلاد. بسط سلطته على صعدة ونجران ونفى الإمام الحسن بن علي بن داود إلى القسطنطينية. حيث عزز الضرائب وعمم الإلتزام (الزراعة الضريبية)، مما أدى إلى ثورة شعبية في 1596-1597. بنى حسن باشا مسجد البكيرية بصنعاء، واكتمل بناؤه عام 1597.
في عام 1597، بُويع القاسم بن محمد إماما في جبل قره بالقرب من صعدة، وأطلق ثورة جديدة ضد العثمانيين. حشد مؤيديه إلى جبل الأهنوم وفي عام 1598 طارد الحامية العثمانية من عمران. في نهاية العام، طُرد العثمانيون من المرتفعات ولم يبقى بيدهم إلا صنعاء وصعدة؛ في يناير 1599، هبط علي الجزائري باشا، حاكم إيالة الحبشة، مع جيشه لإخماد الثورة. تراجع الإمام مرة أخرى إلى جبل الأهنوم، لكن علي الجزائري باشا قُتل في أغسطس 1600. ومع ذلك، احتفظ العثمانيون بالسيطرة على الساحل وموانئ المخا وعدن والحديدة واللحية التي جلبت لهم عائدات ضريبية كبيرة في 1599-1600.
في عام 1608، وقع الحاكم جعفر باشا هدنة لمدة 10 سنوات مع الإمام المنصور القاسم وحاول التقارب العقائدي مع الزيديين. بين عامي 1610 و1614 حاول الإنجليز ثم الهولنديون تثبيت أنفسهم على الساحل اليمني؛ أسس الهولنديون مركزًا تجاريًا صغيرًا في الشحر في حضرموت. في عام 1618، حصل الإنجليز والهولنديون على حق التجارة في موانئ اليمن.
توفي المنصور القاسم عام 1620. وخلفه ابنه المؤيد محمد الذي واصل الحرب في أكتوبر 1626. حوصرت الحامية العثمانية في صنعاء وكل المناطق الداخلية للبلاد، من أبو عريش وتعز إلى أبين ولحج وعدن. تخلي العثمانيون صنعاء عام 1629 وتراجعوا نحو زبيد. لم يحتفظوا إلا بميناء المخا فقط، وانتهى بهم الأمر بالتخلي عنه عام 1636. وبسط القاسميون سيادتهم على كل البلاد؛ وأقاموا بنية دولة مستوحاة من الضرائب والجيش العثماني.

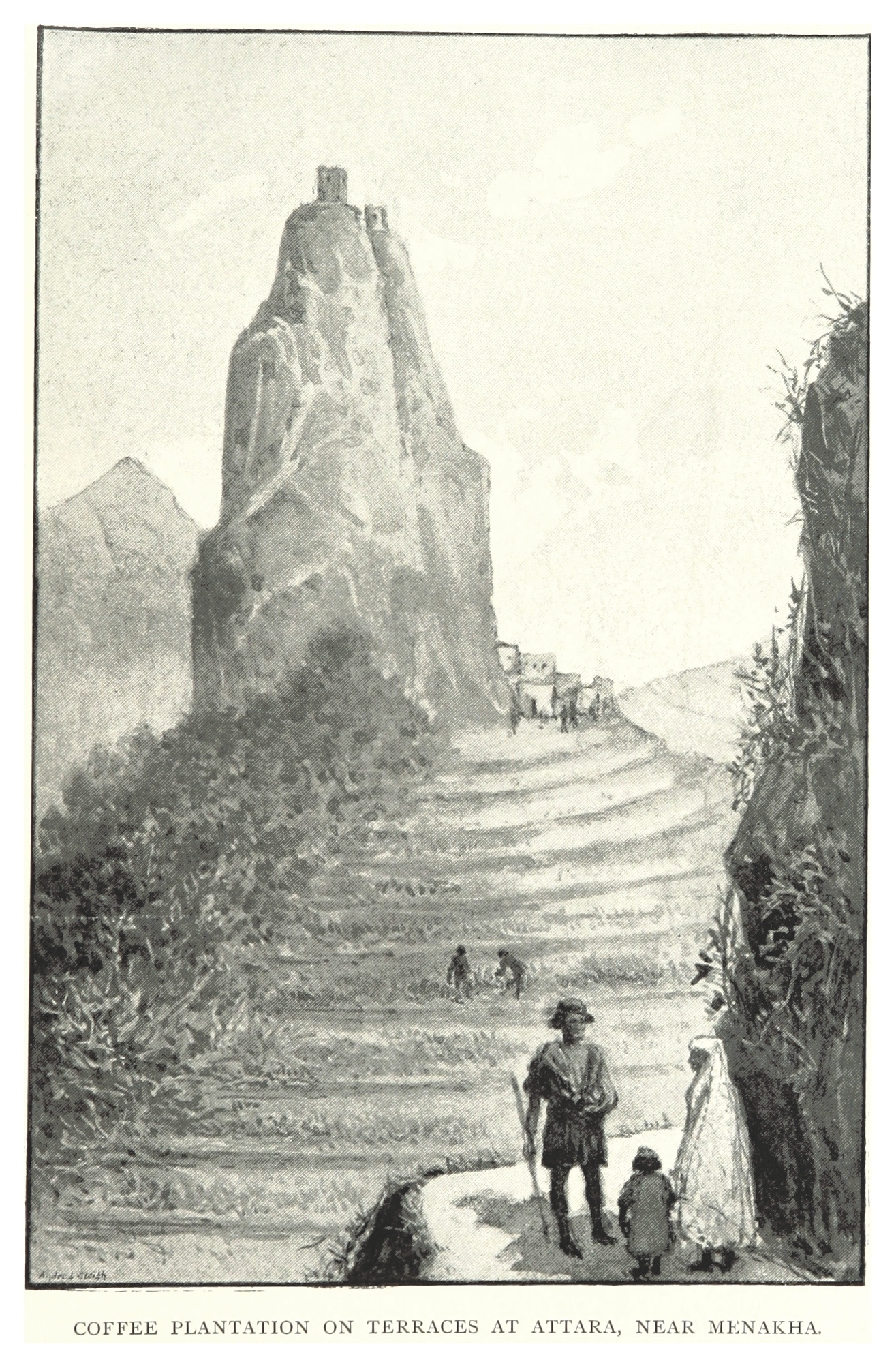
زراعة البن بالقرب من مناخة، رسم بواسطة والتر بيرتون هاريس، 1893.

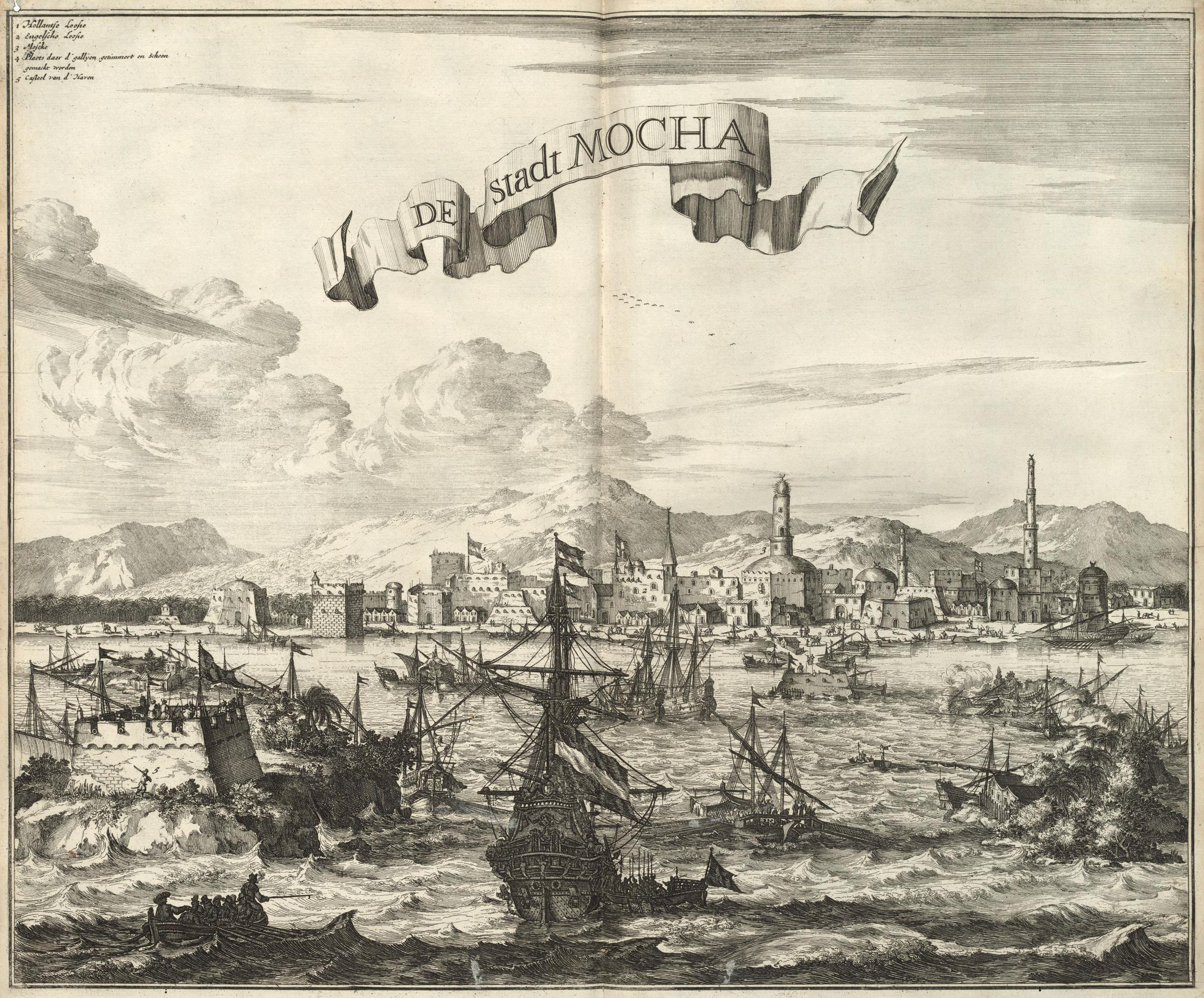
ميناء المخا، رسم جاكوب فان مورز، 1679.

### زراعة القهوة
خلال الفترة العثمانية والقاسمية، شهدت اليمن تطورًا كبيرًا في زراعة البن. تأتي الشهادات الأولى عن شرب القهوة من الصوفيين في اليمن الذين استخدموها منذ منتصف القرن الخامس عشر للبقاء مستيقظين أثناء صلاة الليل. انتشرت القهوة في جميع أنحاء الإمبراطورية العثمانية، ثم في الدول الأوروبية. تم افتتاح «مقهيين» في القسطنطينية عام 1544. وأصبحت تجارة كبيرة بين اليمن ومصر، ومنذ عشرينيات القرن السادس عشر، جاء الهولنديون لشرائها مباشرة من المخا. لم يفقد اليمن احتكار زراعة البن حتى القرن الثامن عشر حيث شهد منافسة لأول مرة من المستعمرات الأوروبية.

## الفترة الثانية (1849-1872)
في عام 1849، هبط العثمانيون مرة أخرى في اليمن. واحتلوا الحديدة في أبريل، وصنعاء في يوليو، لكن قيام ثورة في صنعاء اجبرت القوات العثمانية على الانسحاب من المدينة.
منذ التنظيمات العثمانية في أربعينيات القرن التاسع عشر، سعت الدولة العثمانية إلى تحديث وترشيد إدارتها، وتنظيم جباية الضرائب، ورسم الخرائط والأرقام المساحية، وبناء الطرق وغيرها من الأشغال العامة. تظهر هذه الأهداف في المراسيم الصادرة في عامي 1864 و1871 بشأن إدارة المقاطعات. في عام 1872، طلب أعيان صنعاء، غير الراضين عما يعتبرونه عدم كفاءة الأمير الزيدي، من العثمانيين التدخل، وهو ما انطوى على احتلال كامل للبلاد وإقامة ولاية اليمن. شاهد يمني معاصر، ومؤلف كتاب «حوليات يمانية» المجهول، يشير بأسف أن الإمام المحسن بن أحمد لم يكن قادرًا إلا على حشد بضع مئات من الرجال للدفاع عن استقلال البلاد. حولت الإدارة العثمانية الجديدة في صنعاء القلعة إلى معسكر بالكامل، وصودرت العديد من المباني التي لصالح الجيش وتم إعادة ترميم مسجد البكيرية. ومع ذلك، لم يتم إدخال مبادئ التنظيمات في اليمن إلا بحذر.
قدم افتتاح قناة السويس في عام 1869 رابطًا بحريًا مباشرًا بين اسطنبول واليمن وزاد من أهمية عدن كمخزن للفحم للملاحة البخارية. في عام 1873، عارض العثمانيون والبريطانيون الاشتباكات في منطقة الحجرية الحدودية بين تعز وعدن، مما دفع البريطانيين إلى الشروع في ترسيم الحدود والسعي لتحالف الإمارات القبلية الصغيرة التي ستصبح محمية عدن.
في حين استمرت ولاية اليمن حتى هزيمة الدولة العثمانية في الحرب العالمية الأولى عام 1918.

## قائمة الحكام
| م  | الاسم                  | الفترة      |
| -- | ---------------------- | ----------- |
| 1  | أوزديمير باشا          | 1549 – 1554 |
| 2  | كارا شاهين مصطفى باشا  | 1556 – 1560 |
| 3  | محمود باشا             | 1561 – 1565 |
| 4  | رضوان باشا             | 1565 – 1567 |
| 5  | عثمان بن أوزديمير باشا | 1569 – 1573 |
| 6  | مراد باشا              | 1576 – 1580 |
| 7  | حسن باشا               | 1580 – 1604 |
| 8  | جعفر باشا              | 1607 – 1616 |
| 9  | محمد باشا              | 1616 – 1621 |
| 10 | أحمد فضلي باشا         | 1622 – 1624 |
| 11 | حيدر باشا              | 1624 – 1629 |
| 12 | أيدن باشا              | 1628 – 1630 |
| 13 | قانسوه باشا            | 1629 – 1635 |

| م  | الاسم                     | الفترة                   |
| -- | ------------------------- | ------------------------ |
| 14 | مصطفى صبري باشا           | مايو 1850 - مارس 1851    |
| 15 | محمد سري باشا             | مارس 1851 - أكتوبر 1851  |
| 16 | مصطفى باشا                | أكتوبر 1851 - مايو 1852  |
| 17 | محمد باشا الكردي          | مايو 1852 - مايو 1856    |
| 18 | أحمد باشا (المرة الأولى)  | مايو 1856 - ديسمبر 1862  |
| 19 | علي ياور باشا             | ديسمبر 1862 - أغسطس 1864 |
| 20 | أحمد باشا (المرة الثانية) | أغسطس 1864 - فبراير 1867 |
| 21 | علي باشا الحلبي           | مارس 1869 - مايو 1871    |
| 22 | محمد رديف باشا            | مايو 1871 - أغسطس 1871   |

## التقسيمات الإدارية
سناجق الإيالة:
1. سنجق المخا.
2. سنجق أبو عريش.
3. سنجق مصوع.